# Julien Sentenac
Pour les articles homonymes, voir Sentenac.
Julien Sentenac est un joueur de rugby à XV français qui évolue au poste de demi de mêlée au sein de l'effectif du Avenir castanéen. Il est né le 30 janvier 1986 à Toulouse.

## Carrière
- 1990-2002 : SC Pamiers, club formateur
- 2004-2005 : Stade toulousain
- 2006-2007 : UA Gaillac
- 2007-2009 : SC Albi
- 2009-2016 : Avenir castanéen
- SC Pamiers

## Palmarès

### En club
- Champion de France Crabos 2005 avec le Stade toulousain face à perpignan.

### En équipe nationale
- Équipe de France -18 ans : champion d'Europe FIRA 2004.

- Équipe de France -19 ans : participation au championnat du monde 2005 en Afrique du Sud (5 sélections, 1 essai)

### Sélections
- Équipe de France universitaire